# Ctenochauliodes elongatus
Ctenochauliodes elongatus är en insektsart som beskrevs av X.-y. Liu och Ding Yang 2006. Ctenochauliodes elongatus ingår i släktet Ctenochauliodes och familjen Corydalidae. Inga underarter finns listade i Catalogue of Life.